# نيشان الشجاعة الشخصية
نيشان الشجاعة الشخصية (بالروسية: Орден «За личное мужество») هو وسام رسمي من اتحاد الجمهوريات الاشتراكية السوفياتية، وفي الفترة 1992-1994 كان وساما رسميا من جمهورية روسيا الفدرالية. جرت الموافقة على الوسام ووصفه بموجب مرسوم صادر عن هيئة رئاسة مجلس السوفيت الأعلى لاتحاد الجمهوريات الاشتراكية السوفياتية في 28 ديسمبر 1988. ابتكر مشروع الوسام الفنان ألكسندر زوك.
كان نيشان الشجاعة الشخصية آخر نيشان يصدره الاتحاد السوفيتي. كان القصد منه مكافأة الأشخاص الذين يبادرون ببسالة وشجاعة لإنقاذ الناس وحماية النظام العام والممتلكات الاشتراكية، وفي مكافحة الجريمة ومجابهة الكوارث الطبيعية وظروف الطوارئ الأخرى. بحلول نهاية عام 1991، تم منح 529 نيشان لمواطني الاتحاد السوفياتي وأكثر من 100 نيشان للمواطنين الأجانب.
بموجب المرسوم الصادر عن هيئة رئاسة مجلس السوفيت الأعلى لروسيا المؤرخ في 2 مارس 1992، تم الإبقاء على الرقم 2424-1 «بشأن أوسمة الدولة الصادرة عن الاتحاد الروسي» في قانون الجوائز في روسيا، ولكن في عام 1994 تم استبداله بـ«نيشان الشجاعة».

## تاريخ النيشان
في 22 أغسطس 1988، صدر قرار هيئة رئاسة مجلس السوفيات الأعلى لاتحاد الجمهوريات الاشتراكية السوفياتية "بشأن تحسين إجراءات منح أوسمة الدولة لاتحاد الجمهوريات الاشتراكية السوفياتية"، في مكافحة الجريمة والكوارث الطبيعية وحالات الطوارئ الأخرى. كما أصدرت هذه الوثيقة تعليمات إلى وزارة الشؤون الداخلية لاتحاد الجمهوريات الاشتراكية السوفياتية ووزارة العدل في الاتحاد السوفيتي، "بمشاركة المنظمات الأخرى المهتمة، لتطوير وتقديم مشروع النظام الأساسي للنيشان ووصفه.
كان ألكسندر بوريسوفيتش زوك (Александр Борисович Жук) (1922-2002)، في ذلك الوقت فنانًا من اللجنة العلمية والتقنية لإدارة الملابس المركزية بوزارة الدفاع في اتحاد الجمهوريات الاشتراكية السوفياتية وهو الذي ابتكر وسام الصداقة بين الشعوب، في ذكرى «50 عامًا للقوات المسلحة لاتحاد الجمهوريات الاشتراكية السوفياتية» و«70 عامًا للقوات المسلحة لاتحاد الجمهوريات الاشتراكية السوفياتية» وجوائز حكومية أخرى. تم صنع النيشان بواسطة النحات سيرجي ميخائيلوفيتش إيفانوف. «تم إنشاء نيشان الشجاعة الشخصية في حلة جديدة تمامًا، ولم يتم فرض تفاصيل على الفنانين من أعلى. لكن نصحوني بعدم إهمال الديكور الذي اقترحته سابقًا على أحد بدائل»وسام شارة الشرف «والذي تمت الموافقة عليه في وقت ما»، بحسب ما قاله ألكسندر زوك لاحقًا.
لاحظ ألكسندر زوك أن العمل على إنشاء الوسام الجديد تم تنفيذه «وفقًا للقواعد القديمة»: في فترة زمنية قصيرة، ابتكر 18 تصميما ملونا. «لقد عرضت لي بعض الرسومات من قبل فنانين آخرين. كل ذلك رائعًا، وبدت الأوسمة الأولية المصنوعة من المجوهرات ببساطة لا تقاوم... وفجأة أعلنوا لي أن نتجيز نيكولافيتش مينتيشاشفيلي، السكرتير الجديد لهيئة رئاسة مجلس السوفيات الأعلى لاتحاد الجمهوريات الاشتراكية السوفياتية، الذي حل محل ميخائيل بوربيريفتش في هذا المنصب، وافق على أحد مشاريعي، بالضبط الذي تم تطويره على أساس وسام شارة الشرف المعتمد سابقًا»، بحسب ما جاء على لسان ألكسندر زوك.
بموجب مرسوم صادر عن رئاسة مجلس السوفيات الأعلى لاتحاد الجمهوريات الاشتراكية السوفياتية بتاريخ 28 ديسمبر 1988، تمت الموافقة على النظام الأساسي ووصف الأمر «من أجل الشجاعة الشخصية». كان هذا النيشان آخر نيشان تم إصداره في الاتحاد السوفيتي.
في 25 ديسمبر 1991، وفقًا للقانون الذي اعتمده المجلس الأعلى لروسيا، تم تغيير اسم روسيا الاتحادية الاشتراكية السوفياتية إلى الاتحاد الروسي. في 26 ديسمبر 1991، توقف الاتحاد السوفياتي عن الوجود، وانفصلت روسيا عنه كدولة مستقلة. في 21 أبريل 1992، وافق مجلس نواب الشعب في روسيا على إعادة التسمية، مع إجراء التعديلات المناسبة على دستور روسيا الاتحادية الاشتراكية السوفياتية، التي دخلت حيز التنفيذ في 16 مايو 1992 من لحظة نشرها. بموجب مرسوم صادر عن هيئة رئاسة مجلس السوفيات الأعلى للاتحاد الروسي بتاريخ 2 مارس 1992 رقم 2424-1 «بشأن أوسمة الدولة في الاتحاد الروسي»، قبل اعتماد قانون أوسمة الدولة في نظام الجوائز في روسيا، تم الحفاظ على بعض الأوسمة والنياشين التي كانت موجودة في الاتحاد السوفياتي، مما جعل قوانينها وأحكامها وأوصافها تتماشى مع رموز الدولة في الاتحاد الروسي؛ وقد تم كذلك حفظ «نيشان الشجاعة الشخصية».
لم يُدرج «نيشان الشجاعة الشخصية» في نظام الأوسمة الجديد، الذي تمت الموافقة عليه بموجب المرسوم الصادر عن رئيس الاتحاد الروسي في 2 مارس 1994، رقم 442 «بشأن أوسمة الدولة للاتحاد الروسي».

## النظام الأساسي للنيشان
كما هو مذكور في النظام الأساسي لنيشان الشجاعة الشخصية، الذي تمت الموافقة عليه بموجب مرسوم صادر عن هيئة رئاسة مجلس السوفيات الأعلى لاتحاد الجمهوريات الاشتراكية السوفياتية المؤرخ 28 ديسمبر 1988، فقد تم تأسيسه «لمكافأة مواطني الاتحاد السوفيتي على الشجاعة التي أظهروها في إنقاذ الناس، وحماية النظام العام والممتلكات الاشتراكية، وفي مكافحة الجريمة والكوارث الطبيعية وحالات الطوارئ الأخرى».
تم منح وسام الشجاعة الشخصية:
- للمبادرة الشجاعة في إنقاذ الناس وقمع التعديات الإجرامية على حياتهم؛
- للمبادرة الشجاعة في ظروف الخطر المتزايد لحماية النظام العام، وحماية الملكية الاشتراكية، في القبض على المجرمين والكشف عن الجماعات الإجرامية؛
- للمبادرة الشجاعة والمرونة أثناء الكوارث الطبيعية والحرائق والحوادث والكوارث وغيرها من حالات الطوارئ، مما يؤدي إلى القضاء على التهديدات اللاحقة بحياة الإنسان وصحته أو حفظ القيم المادية والروحية الكبيرة؛
- لأعمال نكران الذات الأخرى أثناء أداء واجب مدني أو رسمي في ظروف تشكل خطر على الحياة.

يتم ارتداء نيشان الشجاعة الشخصية على الجانب الأيسر من الصدر، وإذا كانت هناك أوسمة أخرى من الاتحاد السوفيتي، يتم وضعها بعد وسام شارة الشرف.

## وصف النيشان

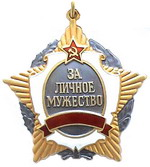
شارة نيشان "الشجاعة الشخصية" في 1992-1994؛ نقش "اتحاد الجمهوريات الاشتراكية السوفياتية" غير موجود فيه

نيشان الشجاعة الشخصية عبارة عن نجمة خماسية محدبة قليلاً، وهي على شكل أشعة متباينة. بين فروع النجمة على الجانب الأيسر والأيمن أوراق الغار، متصلة في الأسفل.
يوجد في وسط النجمة درع، في وسطه شكل بيضاوي محدب قليلاً، محاط بإطار. يوجد في الجزء العلوي من الدرع نجمة خماسية بها مطرقة ومنجل. تحته يوجد نقش محفور «للشجاعة الشخصية». يوجد في الجزء السفلي من الدرع شريط نقش عليه «اتحاد الجمهوريات الاشتراكية السوفياتية». أزيل هذا النقش بموجب المرسوم الصادر عن هيئة رئاسة مجلس السوفيات الأعلى للاتحاد الروسي المؤرخ 2 مارس 1992 رقم 2424-1 «بشأن جوائز الدولة للاتحاد الروسي» الذي مُنح في 1992-1994.
نيشان الشجاعة الشخصية مصنوع من الفضة. نجمة خماسية مشعة ومطرقة ومنجل ونقوش مذهبة. النجمة القابعة في الأعلى والشريط مغطيان بأحمر ياقوتي ومُحاطان بإطار مذهّب. حواف الدرع مغطاة بالمينا البيضاء، أما الحافات الداخلية والخارجية فمذهبة. تتأكسد أغصان البلوط والغار ووسط الدرع فيتغير لونها.
حجم النيشان بين الأطراف المتقابلة للنجمة المشعة هو 45 ملم وهو بارتفاع 48 ملم وعرض 44.5 ملم. الوزن الإجمالي للنيشان هو (33.250 ± 1.62) غرام.
بمساعدة ثقب وخاتم، يتم توصيل النيشان بكتلة خماسية مغطاة بشريط متموج من الحرير الأحمر مع ثلاثة خطوط بيضاء طولية على طول الحواف. عرض الشريط 24 مم. يبلغ عرض الخطوط 1 مليمتر.

## الحائزون على النيشان

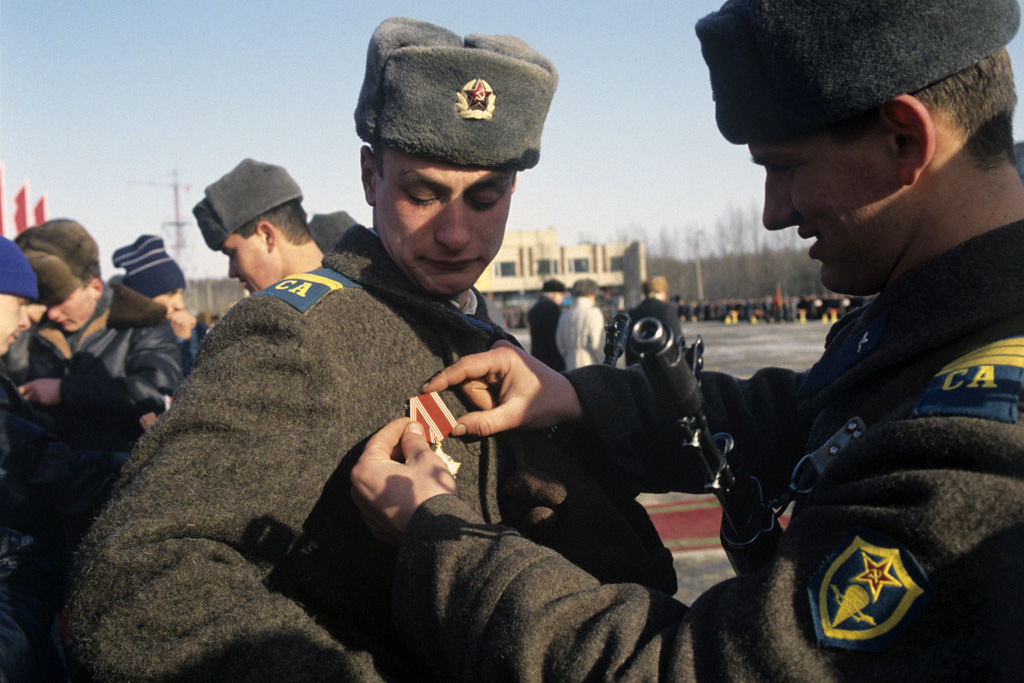
منح نيشان الشجاعة الشخصية للرقيب مازوروف (فرقة الحرس 106 المحمولة جواً)، وميز نفسه خلال العملية العسكرية في أفغانستان، 1993

تم تقديم أول «نيشان الشجاعة الشخصية» في 3 فبراير 1989: بموجب مرسوم صادر عن هيئة رئاسة مجلس السوفيات الأعلى لاتحاد الجمهوريات الاشتراكية السوفياتية، تم منح النيشان لمعلمة المدرسة الثانوية رقم 42 في مدينة أوردزونيكيدزه (المعروفة باسم فلاديقوقاز حاليا) ناتاليا فلاديميروفنا إيفيموفا (Наталья Владимировна Ефимова). في الأول من كانون الأول (ديسمبر) 1988، اختطفت مجموعة من المجرمين المسلحين حافلة تحمل طلاب الصف الرابع من المدرسة رقم 42. حافظت ناتاليا إيفيموفا على رباطة جأشها في الحافلة ودعمت الأطفال إلى حين انتهاء المفاوضات مع الإرهابيين. قدم رئيس اتحاد الجمهوريات الاشتراكية السوفياتية ميخائيل جورباتشوف النيشان الأول للمعلمة في حفل رسمي في الكرملين في موسكو. تم منح النيشان الثاني إلى العقيد في المخابرات السوفياتية كيرسانوف (Ю. С. Кирсанов) - أحد المشاركين في عملية تحرير الرهائن.
بحلول نهاية عام 1991، تم منح ما مجموعه 529 نيشانا لمواطني الاتحاد السوفياتي وأكثر من 100 جائزة للمواطنين الأجانب؛ أنتجت شركة لينينغراد للصك (Ленинградском монетном) حوالي 8000 نيشان. من بين حاملي نيشان الشجاعة الشخصية المشهورين - 8 رياضيين متسلقين شاركوا في رحلة استكشافية لتسلق قمة جبل وستو على طول الوجه الجنوبي في نيبال في أكتوبر 1990.
بموجب مرسوم صادر عن رئاسة مجلس السوفيات الأعلى لاتحاد الجمهوريات الاشتراكية السوفياتية الصادر في 21 ديسمبر 1991، تم إصدار بعض النياشين الأخيرة من اتحاد الجمهوريات الاشتراكية السوفياتية: عمال مجلس الإدارة المركزية لمدينة بارناول، ليديا إيفانوفنا أفيتيان وأنتونينا جورجيفنا بيفوفاروفا لإنقاذهما الناس أثناء حريق في مدرسة داخلية، وكذلك ثلاثة عمال في مزرعة فرعية «جورنوسلينكينو» (مقاطعة أوفات، منطقة تيومين)، الذين تمكنوا من احتجاز مجموعة من المجرمين الخطرين. تم منح آخر جائزة لجنود القوات المسلحة لاتحاد الجمهوريات الاشتراكية السوفياتية في 19 ديسمبر 1991: لما أبانوا عليه من «شجاعة في أداء الواجب العسكري»، تم منح نيشان الشجاعة الشخصية لستة ضباط، بالإضافة إلى رقيب أول، تم تكريمه بعد وفاته.
تم منح نيشان الشجاعة الشخصية لأول مرة بصفة وسام رسمي من الاتحاد الروسي في 10 يونيو 1992. تم منح موظفي جمعية الإنتاج كراسنويارسكليبروم (формулировкой)، فلاديمير إيفانوفيتش بوتيلكين، ومنصور خامبالوفيتش زاريبوف، وفاسيلي نيكولايفيتش بوكروفيتسكي وسيرجي فلاديميروفيتش سبيريدونوف، عرفانا لهم على «شجاعتهم وإيثارهم أثناء إطفاء حريق وإنقاذ الأصول المادية الكبيرة».
وفقًا للباحث شاغلوفا (К. А. Щеголева)، تم منح نيشان «الشجاعة الشخصية» بشكل أساسي للمواطنين الذين تميزوا في اعتقال المجرمين الخطرين. أضاف الباحث أن النيشان مُنح بشكل منفصل لبطلَي الألعاب البارالمبية ريما باتالوفا وسوفوسيانوف (С. А. Севостьянова)، و16 موظفا من وكالة أنباء نوفوستي، و9 موظفين من وكالة إنترفاكس، والمذيع بيرزين (В. А. Березина)، ومعلم مدرسة كاسبلسانسكايا الثانوية من منطقة سمولينسك، كوبوتشيفا (И. И. Копачева).
بموجب مرسوم صادر عن رئيس الاتحاد الروسي بتاريخ 7 أكتوبر 1993 رقم 1613 جاء فيه «من أجل الشجاعة المبينة في أداء الواجب أثناء تغطية أحداث 3-4 أكتوبر 1993 في موسكو»، جرى منح مجموعة من والعاملين في مجال الإعلام نيشان الشجاعة الشخصية... ومن بين أولئك الذين حصلوا على هذا المرسوم المصور الصحفي لجريدة إزفيستيا فلاديمير نيكولايفيتش ماشاتين (Владимир Николаевич Машатин)، وزوج ناتاليا إيفيموفا أول. هذه هي الحالة الوحيدة التي حصل فيها الزوج والزوجة على هذا النيشان.
في 1992-1994، حصل أربعة مواطنين أجانب على وسام الشجاعة الشخصية:
- بول بليد تريتفي ( بريطانيا العظمى) - رقيب أول في سلاح الجو الملكي البريطاني، مشارك في إنقاذ البحارة الروس من السفينة «كارتلي»؛
- ريتشارد ويبر (  كندا) - عضو في رحلة استكشافية للتزلج إلى القطب الشمالي؛
- جان بيير هينيير (  فرنسا) - رائد فضاء؛
- روري بيك ( المملكة المتحدة، بعد وفاته) صحفي تلفزيوني غطى أحداث أكتوبر 1993 في موسكو.

كان آخر الحائزين على النيشان نائب رئيس إقليم ستافروبول، ألكسندر فلاديميروفيتش كوروبينيكوف (Александр Владимирович Коробейников)، والحراجي في إيسينسكي للغابات في مؤسسة لونينسكي للغابات التابعة لإدارة غابات بينزا، إيفان إيفيموفيتش تسيبلخين (Иван Ефимович Цыплихин)؛ تم منح النيشان لتسيبليخين بعد وفاته. تم منح النيشان بموجب مرسوم رئاسي في 8 أكتوبر 1994.

## نياشين مماثلة من فترة ما بعد الاتحاد السوفيتي

### روسيا
بموجب المرسوم الصادر عن رئيس الاتحاد الروسي بتاريخ 2 مارس 1994، رقم 442 «بشأن أوسمة الدولة للاتحاد الروسي»، إلى جانب الأوسمة الأخرى، تم إنشاء نيشان الشجاعة. وفقًا للنظام الأساسي للأوسمة، الذي تمت الموافقة عليه بموجب مرسوم رئيس الاتحاد الروسي المؤرخ 7 سبتمبر 2010 رقم 1099 «بشأن تدابير تحسين نظام أوسمة الدولة في الاتحاد الروسي»، يُمنح نيشان الشجاعة للمواطنين من الاتحاد الروسي «الذين أظهروا نكران الذات والشجاعة في حماية النظام العام، ومكافحة الإجرام، وإنقاذ الناس أثناء الكوارث الطبيعية والحرائق والكوارث وغيرها من حالات الطوارئ، وكذلك لاتخاذ إجراءات شجاعة وحاسمة في أداء الواجب العسكري أو المدني أو الرسمي في ظروف تشكل خطرا على الحياة». في الحالات التي ينص عليها القانون، يتم أيضًا منح نياشين للمواطنين الأجانب.
الباحث أ. آي. غونشاروف يصف النيشان بأنه تناظري عن النيشان السوفيتي «من أجل الشجاعة الشخصية» ، كما كتب ك.أ.شيغوليف أن ترتيب «الشجاعة الشخصية» قد تحول إلى ترتيب الشجاعة.

### بيلاروسيا
وسام الشجاعة الشخصية (بالبيلاروسية: Ордэн «За асабістую мужнасць») موجود في نظام منح الجوائز في بيلاروسيا . تأسس بموجب قانون جمهورية بيلاروسيا بتاريخ 13 أبريل 1995 رقم 3726-XII «بشأن قرارات الدولة لجمهورية بيلاروسيا».
وفقًا للنظام الأساسي للأوسمة، فهو يُمنح لمواطني بيلاروسيا: للشجاعة الاستثنائية التي تظهر في أداء الواجب العسكري أو الواجب المدني أو الرسمي؛ والأفعال غير الأنانية المرتكبة في ظروف طارئة؛ وللشجاعة التي ظهرت في الدفاع عن حدود الدولة؛ وللشجاعة التي تظهر في الحفاظ على النظام العام؛ ولاتخاذ إجراءات شجاعة وحاسمة في الظروف التي تشكل خطرا الحياة.

### ترانسنيستريا
يتضمن قانون منح الأوسمة في ترانسنيستريا غير المعترف بها أيضًا وسام الشجاعة الشخصية. تأسس بموجب مرسوم صادر عن الرئيس بريدنيستروفسكايا مولدافسكايا ريسبوبليكا بتاريخ 27 يناير 1995 رقم 27 «بشأن الموافقة على لائحة قرارات الدولة الصادرة عن جمهورية بريدنيستروفيا المولدافية» ويُمنح للشجاعة الاستثنائية والتفاني في الدفاع عن الجمهورية.